# First Place Tower
El First Place Tower es un rascacielos ubicado en 15 East Fifth en el centro de la ciudad de Tulsa, en el estado de Oklahoma (Estados Unidos). Se completó en 1973 y tiene 41 pisos. Con 157 m de altura, es el tercer edificio más alto de Tulsa detrás de BOK Tower y Cityplex Towers, y el cuarto más alto de Oklahoma. Aunque comparte una dirección con el edificio adyacente First National Bank Building, da a la Boston Avenue
De 2006 a 2017 fue propiedad de Maurice Kanbar, un empresario de California que tenía extensas participaciones en el centro de Tulsa hasta que vendió una cartera de sus participaciones, incluido este edificio, en 2017 a su socio operativo, Stuart Price.